# Квинт Попей Секундус
Квинт Попей Секунд (на латински: Quintus Poppaeus Secundus) e римски консул през 9 г. заедно с Марк Папий Мутил. Te създават брачния закон Lex Papia Poppaea.
Квинт Попей Секунд е от богатия gens Попеи от Помпей и брат на Гай Попей Сабин, консул, дядо на Попея Сабина, римска императрица и втора съпруга на император Нерон.